# 卵圆形碘泡虫
卵圆形碘泡虫（学名：Myxobolus ovatus）为碘泡科碘泡虫属的动物。在中国，分布于湖北等，营寄生生活，寄生在青鱼、鲩的肠、脾、肾。
其种加词“ovatus”意为“卵形的”。